# 박창용
박창용(1982년 2월 25일 ~ )는 대한민국의 희극 배우이다.

## 출연작

### 방송

#### 예능
- 개그야 (MBC)
- 슈퍼바이킹 (SBS)

#### 드라마
- 연애시대 (SBS)